# Esponellà
Esponellà település Spanyolországban, Girona tartományban. Esponellà Crespià, Cabanelles, Vilademuls, Fontcoberta, Serinyà és Maià de Montcal községekkel határos. Lakosainak száma 438 fő (2024).

## Népesség
A település népessége az elmúlt években az alábbi módon változott:
| Lakosok száma | 323  | 727  | 718  | 599  | 368  | 426  | 462  | 458  | 438  | 438  |
|               | 1717 | 1887 | 1936 | 1960 | 1986 | 2004 | 2009 | 2014 | 2019 | 2024 |